# 博迪尼
博迪尼（法語：Beaudignies，法語發音：[bodiɲi]）是法国上法蘭西大區北部省的一个市镇，属于埃尔普河畔阿韦讷区。

## 地理
博迪尼（50°14'13"N, 3°35'34"E）面积7.92 平方千米，位于法国上法蘭西大區北部省，该省份为法国最北部的省份及最长的省份，西北濒北海，西接加来海峡省，南至埃纳省和索姆省，东与比利时接壤。
与博迪尼接壤的市镇（或旧市镇、城区）包括：吕埃讷、萨莱什、卡佩勒、埃卡尔曼、吉西尼、讷维尔昂阿韦努瓦、勒凯努瓦、罗姆里。

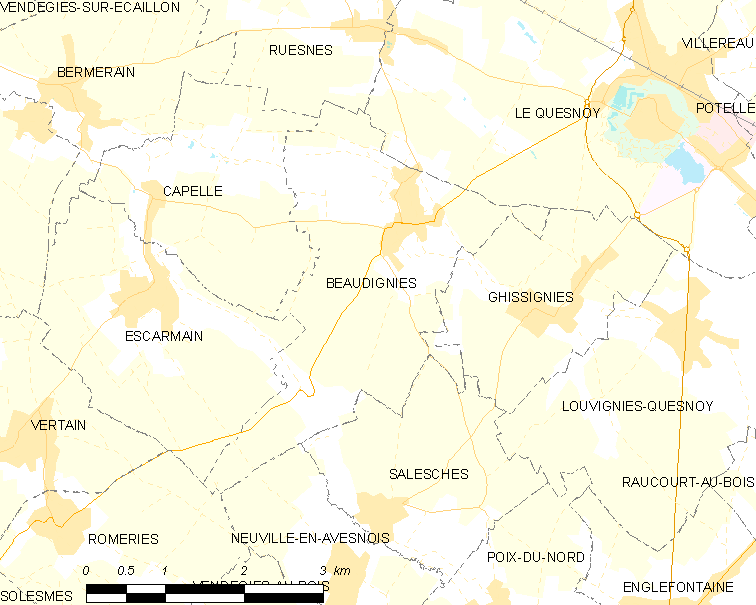
博迪尼的OSM定位图

博迪尼的时区为UTC+01:00、UTC+02:00（夏令时）。

## 行政
博迪尼的邮政编码为59530，INSEE市镇编码为59057。

## 政治
博迪尼所属的省级选区为埃尔普河畔阿韦讷县。

## 人口

1962-2008年间博迪尼人口变化图示

博迪尼于2022年1月1日时的人口数量为572人。